# Bathyphlebia
Bathyphlebia — рід лускокрилих з родини сатурнієвих, підродини Ceratocampinae.

## Систематика
До складу роду входять:
- Bathyphlebia aglia  (Felder, 1874) — Колумбія
- Bathyphlebia eminens (Dognin, 1891) — Еквадор